# 요코 타로

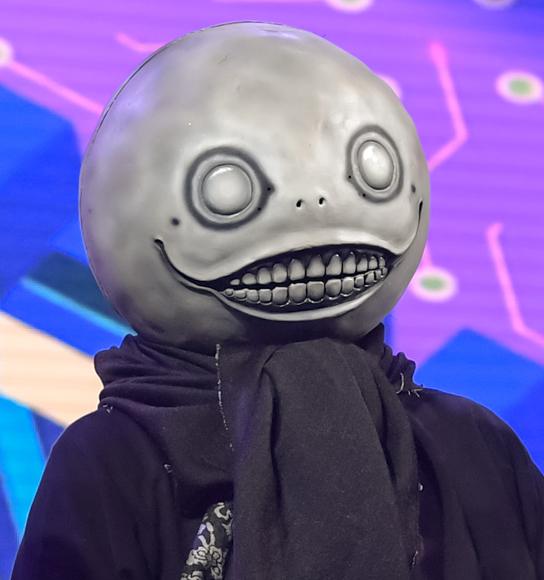
2018년에 친숙한 가면을 착용 중인 요코

요코 타로(横尾太郎, 1970년 6월 6일 ~)는 일본의 비디오 게임 감독이자 시나리오 작가이다. 지금은 없어진 게임 회사 캐비아(Cavia)에서 경력을 시작한 그의 가장 잘 알려진 작품은 액션 롤플레잉 비디오 게임 시리즈 드레이큰가드(Drakengard)와 그 스핀오프인 니어 (비디오 게임) 및 니어: 오토마타였다. 요코는 아이치현 나고야시에서 태어나 1990년대 고베 디자인 대학에서 공부했다. 처음에는 비디오 게임 분야에서 경력을 쌓을 생각은 없었지만 남코와 소니에서 근무한 후 캐비아에 합류하여 첫 번째 드레이큰가드 게임의 감독이자 시나리오 작가가 되었다. 그는 이후 캐비아가 AQ 인터랙티브에 흡수된 후 프리랜서가 된 후 시리즈의 모든 게임(드레이큰가드 2 제외)과 모바일 타이틀에서 광범위하게 작업했다.
비평가들은 요코의 색다른 게임 디자인과 글쓰기 스타일을 지적했다. 그의 작업의 주요 측면 중 하나는 사람들이 왜 서로 죽이려고 하는지와 같은 사람들의 어두운 측면을 탐구하는 것이다. 그러나 그는 일반적으로 자신의 이야기의 어두운 본성에 대해 공통된 의견을 공유하지 않는다. "역방향 대본 작성"으로 설명되는 그의 글쓰기 기술은 이야기의 결말을 먼저 설명하고 그 지점에서 거꾸로 내러티브를 구축하는 것을 포함한다. 사진 찍히는 것을 싫어하는 탓에 인터뷰나 경기 발표 시에는 마스크를 주로 착용한다.